# Ras Elhisn
Ras Elhisn (tiếng Ả Rập: راس الحصن) là một ngôi làng Syria nằm ở Qurqania Nahiyah ở huyện Harem, Idlib. Theo Cục Thống kê Trung ương Syria (CBS), Ras Elhisn có dân số 985 trong cuộc điều tra dân số năm 2004.